# حسن الدغيم
حسن الدغيم المتحدث بإسم اللجنة التحضيرية لمؤتمر الحوار الوطني السوري وهو باحث وكاتب شعبوي سوري متخصص في شؤون الجماعات الإسلامية، عَمِلَ خطيبًا ومدرسًا لمادة التربية الإسلامية، أسس هيئة توجيهية للإرشاد والتوعية في صفوف "الجيش السوري الحر"، وشغل أيضًا عضوية مجلس أمناء المجلس الإسلامي السوري. كَتب العديد من المقالات التي تناولت قضايا الجماعات الإسلامية، واشتهر بانتقاداته للجماعات الجهادية المتطرفة ثم إذعانه لها في وقت مما أكسبه لقب خالد العبود الجديد، موجهًا اللوم إليها بسبب عرقلة الثورة السورية.

## حياته
وُلد الدغيم في محافظة إدلب، حصل على شهادة في العلوم الإسلامية من جامعة دمشق بالإضافة إلى دبلومات في الفقه المقارن وأصول الدين.
شغل حسن الدغيم سابقاً منصب مسؤول التوجيه السياسي في "الجيش الوطني السوري"، وكان معروفًا بمواقفه المناهضة لـ"هيئة تحرير الشام". ومع مرور الوقت، شهدت مواقفه تطورًا، حيث لوحظ تقاربه مع الهيئة، مما أثار تساؤلات حول تغير مواقفه. في عام 2018، أثار جدلًا واسعًا بعد ظهوره في مقابلة على قناة "i24" الإسرائيلية، حيث انتقده البعض على هذه الظهور، إلا أنه أوضح أنه لم يكن يعلم أن القناة إسرائيلية.
عُيّن حسن الدغيم عضوًا في اللجنة التحضيرية لمؤتمر الحوار الوطني السوري، الذي يهدف إلى جمع مختلف الأطياف السورية للوصول إلى رؤية مشتركة لمستقبل البلاد. وتدعو اللجنة إلى تحقيق العدالة الانتقالية ومحاسبة المجرمين، بالإضافة إلى إطلاق حوار وطني شامل يضم جميع مكونات المجتمع السوري. يواصل الدغيم الدعوة إلى تعزيز السلم الأهلي من خلال التفاهم المشترك ونبذ العنف والتطرف.